# Hanns Geier

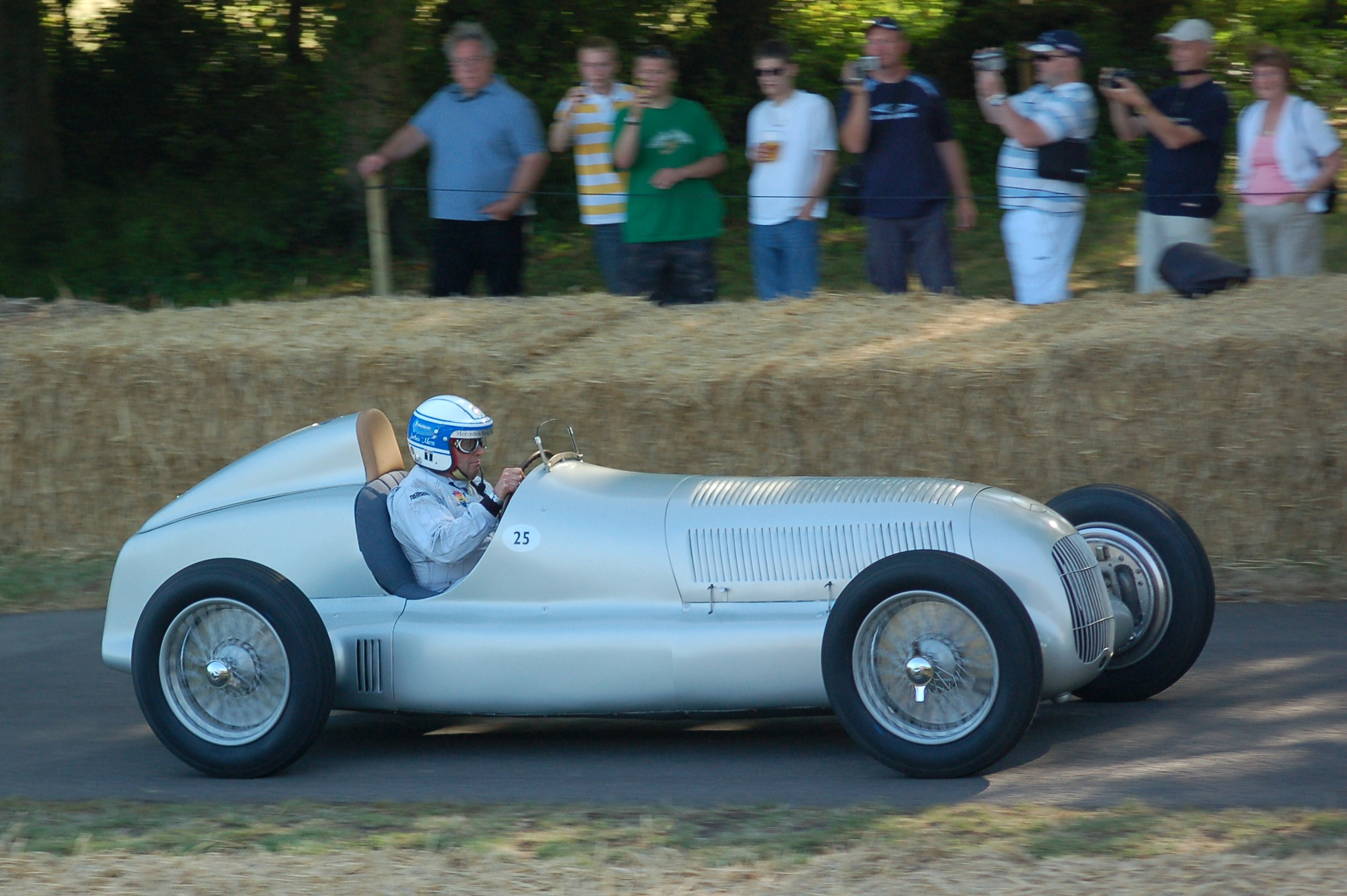
Mercedes-Benz W 25

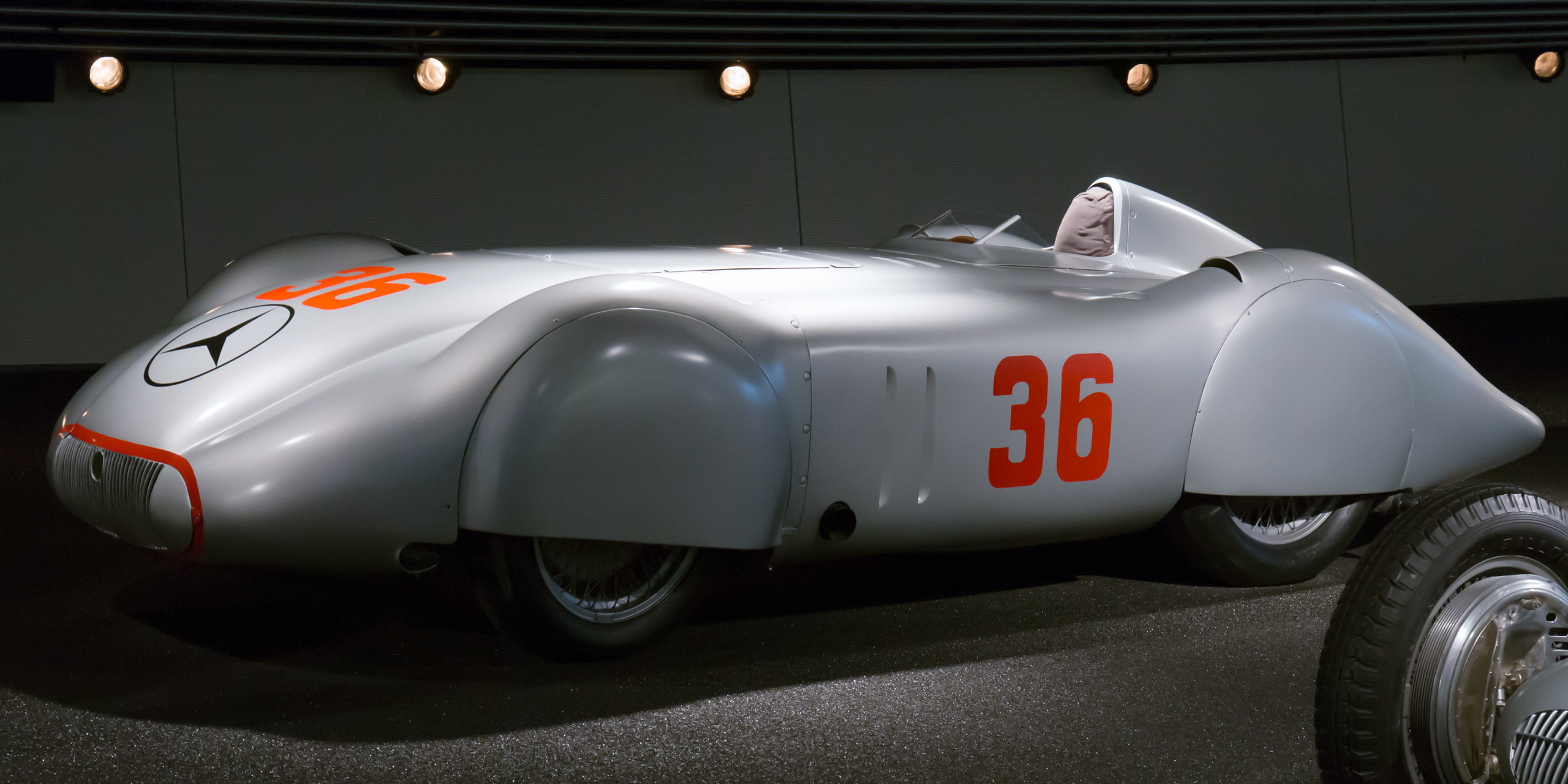
W-25-Stromlinienwagen

Hanns Geier (* 25. Februar 1902 in Waldalgesheim; † 1986) war ein deutscher Automobilrennfahrer.

## Karriere
Geier begann seine Rennfahrerlaufbahn in den 1920er-Jahren im Motorradsport. Später wechselte er zum Automobilrennsport, bestritt auf Amilcar und – zusammen mit August Momberger – auf Bugatti verschiedene Rennen und arbeitete hauptberuflich als Autoverkäufer bei der Daimler-Benz AG. Im Mai 1933 wurde er im Alter von 31 Jahren als Nachwuchs- und Testfahrer in die Fahrabteilung von Daimler-Benz berufen. In den Saisons 1934 und 1935 war er dort Reservefahrer. Beim Großen Preis von Deutschland 1934 auf der Nürburgring-Nordschleife bekam Geier seine Chance. Der etatmäßige Pilot Manfred von Brauchitsch hatte sich bei einem Unfall im freien Training verletzt und Ersatzfahrer Ernst Jakob Henne fehlte wegen Krankheit. So bekam Geier die Chance, neben Rudolf Caracciola und Luigi Fagioli den dritten Werks-W-25 bei einem Grand Prix zu pilotieren. Er schloss das Rennen nach 25 Runden und fast fünf Stunden als letzter gewerteter Fahrer auf Rang fünf ab.
In der Saison 1935 fiel der 184 cm große Geier mit einem W 25 mit Stromlinienkarosserie im Mai beim AVUS-Rennen aus, beim Deutschland-Grand-Prix auf dem Nürburgring wurde er Siebenter. Beim Großen Preis der Schweiz 1935 auf der schnellen Bremgarten-Bahn bei Bern hatte Hanns Geier einen schweren Unfall. Er verlor im Training die Kontrolle über seinen Wagen und prallte mit etwa 240 km/h in die Zeitnehmerbox. Geier wurde in kritischem Zustand in ein Krankenhaus verbracht und überlebte das Unglück, konnte aber keine Rennen mehr bestreiten. Seinen Platz im Team nahm Hermann Lang ein. Nach seiner Genesung arbeitete er in der Rennabteilung der Daimler-Benz AG bis zu deren Rückzug aus dem Motorsport infolge des schweren Unglücks beim 24-Stunden-Rennen von Le Mans 1955 als Zeitnehmer und Assistent von Rennleiter Alfred Neubauer.

## Statistik

### Vorkriegs-Grands-Prix-Ergebnisse
| Saison | Team          | Wagen              | 1 | 2 | 3 | 4 | 5   | 6 | 7 | Punkte | Position |
| ------ | ------------- | ------------------ | - | - | - | - | --- | - | - | ------ | -------- |
| 1934   | Mercedes-Benz | Mercedes-Benz W 25 |   |   |   |   |     |   |   | —      | —        |
| 1934   | Mercedes-Benz | Mercedes-Benz W 25 | 5 |   |   |   |     |   |   | —      | —        |
| 1935   | Mercedes-Benz | Mercedes-Benz W 25 |   |   |   |   |     |   |   | 52     | 24.      |
| 1935   | Mercedes-Benz | Mercedes-Benz W 25 |   |   |   | 7 | DNS |   |   | 52     | 24.      |

| Legende  | Legende                                                                   | Legende                                                                   | Legende   |
| Farbe    | Bedeutung                                                                 | Bedeutung                                                                 | EM-Punkte |
| -------- | ------------------------------------------------------------------------- | ------------------------------------------------------------------------- | --------- |
| Gold     | Sieg                                                                      | Sieg                                                                      | 1         |
| Silber   | 2. Platz                                                                  | 2. Platz                                                                  | 2         |
| Bronze   | 3. Platz                                                                  | 3. Platz                                                                  | 3         |
| Grün     | Klassifiziert, mehr als 75% der Renndistanz zurückgelegt                  | Klassifiziert, mehr als 75% der Renndistanz zurückgelegt                  | 4         |
| Blau     | nicht punkteberechtigt, zwischen 50% und 75% der Renndistanz zurückgelegt | nicht punkteberechtigt, zwischen 50% und 75% der Renndistanz zurückgelegt | 5         |
| Violett  | nicht punkteberechtigt, zwischen 25% und 50% der Renndistanz zurückgelegt | nicht punkteberechtigt, zwischen 25% und 50% der Renndistanz zurückgelegt | 6         |
| Rot      | nicht punkteberechtigt, weniger als 25% der Renndistanz zurückgelegt      | nicht punkteberechtigt, weniger als 25% der Renndistanz zurückgelegt      | 7         |
| Farbe    | Abkürzung                                                                 | Bedeutung                                                                 | EM-Punkte |
| Schwarz  | DSQ                                                                       | disqualifiziert (disqualified)                                            | 8         |
| Weiß     | DNS                                                                       | nicht gestartet (did not start)                                           | 8         |
| Weiß     | DNA                                                                       | nicht erschienen (did not arrive)                                         | 8         |
| sonstige | P/fett                                                                    | Pole-Position                                                             | 8         |
| sonstige | SR/kursiv                                                                 | Schnellste Rennrunde                                                      | 8         |
| sonstige | DNF                                                                       | Rennen nicht beendet (did not finish)                                     | 8         |